# ليفونيا (ميشيغان)
ليفونيا (بالإنجليزية: Livonia, Michigan)‏ هي مدينة تقع في مقاطعة وين (ميشيغان) بولاية ميشيغان في شمال شرق الولايات المتحدة. تأسست عام 1950، تبلغ مساحة هذه المدينة 92.88 (كم²)، وترتفع عن سطح البحر 206 م، بلغ عدد سكانها 96942 نسمة في عام 2010 حسب إحصاء مكتب تعداد الولايات المتحدة وتصل الكثافة السكانية فيها 1048.5 نسمة/كم2.

## التركيبة السكانية
قام مكتب تعداد الولايات المتحدة بتحديد بيانات التركيبة السكانية لليفونيا في تعداد الولايات المتحدة. في ما يلي، التركيبة السكانية حسب تعدادي 2000 و2010.

### تعداد عام 2000
بلغ عدد سكان ليفونيا 100,545 نسمة بحسب تعداد عام 2000، وبلغ عدد الأسر 38,089 أسرة وعدد العائلات 28,071 عائلة مقيمة في المدينة.
وتوزع التركيب العرقي للمدينة بنسبة 95.45% من البيض و 0.22% من الأمريكيين الأصليين و 1.94% من الأمريكيين ذوي الأصول الآسيوية و 0.01% من سكان جزر المحيط الهادئ و 0.95% من الأمريكيين الأفارقة و 1.11% من عرقين مختلطين أو أكثر.
بلغ عدد الأسر 38,089 أسرة كانت نسبة 32.5% منها لديها أطفال تحت سن الثامنة عشر تعيش معهم، وبلغت نسبة الأزواج القاطنين مع بعضهم البعض 62.8% من أصل المجموع الكلي للأسر، ونسبة 8.0% من الأسر كان لديها معيلات من الإناث دون وجود شريك، وكانت نسبة 26.3% من غير العائلات. وبلغ متوسط حجم الأسرة المعيشية 3.07، أما متوسط حجم العائلات فبلغ 2.59.
وكانت نسبة 23.8% من القاطنين تحت سن الثامنة عشر، يوجد لكل 100 أنثى 94.0 ذكر، ويوجد لكل 100 أنثى في الثامنة عشر من عمرها فما فوق 90.8 ذكر.

### تعداد عام 2010
بلغ عدد سكان ليفونيا 96,942 نسمة بحسب تعداد عام 2010، وبلغ عدد الأسر 38,714 أسرة وعدد العائلات 26,856 عائلة مقيمة في المدينة. في حين سجلت الكثافة السكانية 2,715.5 نسمة لكل ميل مربع (1,048.5/كم2). وبلغ عدد الوحدات السكنية 40,401 وحدة بمتوسط كثافة قدره 1,131.7 لكل ميل مربع (437.0/كم2).
وتوزع التركيب العرقي للمدينة بنسبة 92.0% من البيض و 0.2% من الأمريكيين الأصليين و 2.5% من الأمريكيين ذوي الأصول الآسيوية و 3.4% من الأمريكيين الأفارقة و 1.4% من عرقين مختلطين أو أكثر.
بلغ عدد الأسر 38,714 أسرة كانت نسبة 29.1% منها لديها أطفال تحت سن الثامنة عشر تعيش معهم، وبلغت نسبة الأزواج القاطنين مع بعضهم البعض 55.9% من أصل المجموع الكلي للأسر، ونسبة 9.7% من الأسر كان لديها معيلات من الإناث دون وجود شريك، بينما كانت نسبة 3.8% من الأسر لديها معيلون من الذكور دون وجود شريكة وكانت نسبة 30.6% من غير العائلات. وبلغ متوسط حجم الأسرة المعيشية 3.01، أما متوسط حجم العائلات فبلغ 2.47.
وكانت نسبة 20.8% من القاطنين تحت سن الثامنة عشر، وكانت نسبة 7.6% بين الثامنة عشر والأربعة وعشرون عاماً، ونسبة 22.2% كانت واقعةً في الفئة العمرية ما بين الخامسة والعشرون حتى والأربعة وأربعون عاماً، ونسبة 31.5% كانت ما بين الخامسة والأربعون حتى الرابعة والستون، وتوزع التركيب الجنسي للسكان بنسبة 48.3% ذكور و51.7% إناث.

## وصلات خارجية
- http://www.ci.livonia.mi.us/
- The US50 - Cities and Towns in Michigan State